# Algarrobo (Hiszpania)
Algarrobo – gmina w Hiszpanii, w prowincji Malaga, w Andaluzji, o powierzchni 9,73 km². W 2011 roku gmina liczyła 6584 mieszkańców.